# Baryconus persimilis
Baryconus persimilis är en stekelart som först beskrevs av Alan Parkhurst Dodd 1914.  Baryconus persimilis ingår i släktet Baryconus och familjen Scelionidae. Inga underarter finns listade.